# Црква Светог Саве у Тивту
Црква Светог Саве у Тивту припада Српској православној цркви. Њена градња започета је 1938, а завршена је 1967. године. Налази се у центру Тивта.